# Speyside (région)
Pour les articles homonymes, voir Speyside.

Zones de production de whisky

Le Speyside est le principal centre de l’industrie écossaise du whisky situé dans la zone géographique du Strathspey en Écosse.
Traditionnellement, l'Écosse est divisée en quatre régions de production de whisky : les Highlands, les Lowlands, l'île d'Islay et Campbeltown.
Le Speyside, englobant la vallée de la rivière Spey dans le Nord-Est de l’Écosse, est considéré comme faisant partie des Highlands. Mais, avec quarante-huit distilleries, soit près de la moitié du nombre total (environ 105 en 2013) de distilleries en Écosse, le Speyside est officiellement reconnu comme une région à part entière.

## Distilleries du Speyside
Parmi les distilleries du Speyside, on compte notamment Aberlour, Balvenie, Cardhu, Cragganmore, Glenfarclas, Glenglassaugh, Glenfiddich, Speyburn, Macallan, The Glenlivet et Glenrothes.
L'histoire de ces distilleries a été marquée par des événements notables : l'Excise Act qui légalise la distillation de whisky en 1823, la crise des Pattison qui est à l'origine d'une vague de fondation de distilleries dont beaucoup existent encore, les deux guerres mondiales qui amènent à des fermetures destinées à économiser l'orge, une crise de surproduction dans les années 1980.
Par contre, contrairement aux distilleries de Campbeltown, les distilleries du Speyside ont relativement peu souffert de la prohibition aux États-Unis (1919 à 1933).